# オン・ユーシン
オン・ユーシン（中国語: 王耀新、英語: Ong Yew Sin、1995年1月30日 - ）は、マレーシアの男子バドミントン選手。BWF世界ランキング最高位は6位。妻は、元バドミントン女子日本代表の大堀彩。同じく元バドミントン日本代表の齋藤太一は義兄弟にあたる。

## 経歴・人物
男子ダブルスで、2歳年上のテオ・イーイとペアを組む。
2020年のタイ・マスターズでは、決勝で黄凱祥 / 劉成を破って優勝。BWFワールドツアー初タイトル獲得となった。
2021年のアジア選手権では、世界ランク1位のファジャル・アルフィアン / ムハマド・リアン・アルディアントや、第4シードの保木卓朗 / 小林優吾を破って決勝に進出するが、サトウィクサイラジ・ランキレッディ / チラグ・シェッティに21-16, 17-21, 19-21と惜敗し準優勝となった。
私生活では2025年3月27日に日本人選手で元日本代表選手としてパリオリンピックに出場した大堀彩と国際結婚したことを発表した。